# Þórólfsfell
Þórólfsfell ist ein Tafelvulkan im Süden Islands. Er erreicht eine Höhe von 574 m.

## Name und Sagas
Im bekanntesten Manuskript über die Besiedelung Islands, dem Landnahmebuch, wird von einem Þórólfur Asksson berichtet, der die Gegend in Besitz genommen habe. Bewohnt worden sei der dort gegründete Hof von seinem Neffen. Der Sohn dieses Neffen, Njáll, erlitt ein denkwürdiges Schicksal und wurde zum Helden einer der berühmten Isländersagas.

## Lage
Der Tafelvulkan befindet sich im Osten von Fljótshlíð und am Ausgang des Tales Þórsmörk.

## Vulkanismus
Der Berg stammt aus der Eiszeit. Sein unterer Teil besteht aus Basalt, der obere aus Kissenlava, wie dies für basaltische Tafelvulkane typisch ist.
Größere Bekanntheit erlangte der Berg im Jahr 2010, da von dort die Aussicht auf die Ausbrüche im Eyjafjallajökull besonders gut war. Dies nutzten auch Internetfirmen und stellten dort Videokameras auf, die das Geschehen ins Internet übertrugen.
Auf der Westseite des Berges befindet sich die Höhle Mögugilshellir.

## Verkehrsanbindung
Eine Piste führt am Fuße des Berges vorbei und hat Anschluss an die Überlandpiste Fjallabak syðra. Nach Westen ist sie eine Verlängerung der Teestraße nach Fljótshlíð.